# گروسگوتفریتس
گروسگوتفریتس (به آلمانی: Großgöttfritz) یک منطقهٔ مسکونی در اتریش است که در ناحیه تسوتل واقع شده‌است. گروسگوتفریتس ۴۰٫۱۱ کیلومتر مربع مساحت دارد ۷۱۴ متر بالاتر از سطح دریا واقع شده‌است.